# Дом Лукашевичей

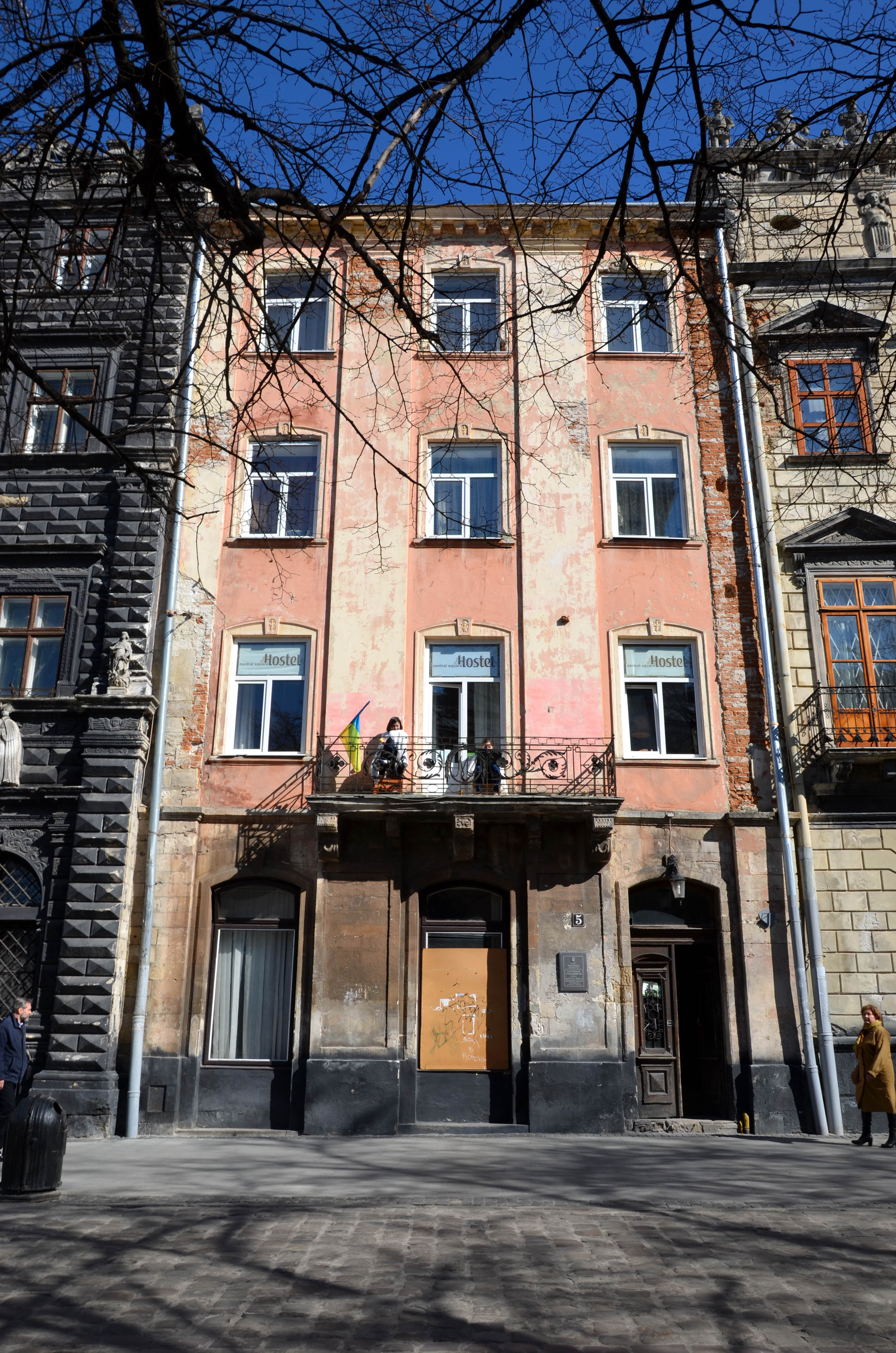
Дом Лукашевичей

Дом Лукашевичей (укр. Каменица Лукашевичей) — жилой дом на восточной стороне площади Рынок во Львове.
Дом был построен в XVI веке, но в 1571 году был полностью уничтожен пожаром, сохранился только первый этаж. В 1571—1577 годах дом восстановлен архитектором Петром Красовским по заказу мещанки П. Гангль. Известно, что его фасад имел богатый декор: был украшен резьбой, колоннами, карнизами. Во время перестройки XIX веке фасад был лишен первоначального декора и оштукатурен, что дало зданию вид архитектуры классицизма.
В 1920-х годах дом был соединён с соседними, и в нём была размещена экспозиция исторического музея.